# Мэдисон, Джеймс
Дже́ймс Мэ́дисон (англ. James Madison Jr.; 5 (16) марта 1751 года, порт Конуэй, колония Виргиния — 28 июня 1836 года, усадьба Монтпилиер, штат Виргиния) — американский государственный деятель, четвёртый президент США, один из ключевых авторов Конституции США и Билля о правах.
Мэдисон родился в семье вирджинских плантаторов, в годы американской революции стал делегатом Вирджинской палаты делегатов, а затем членом Континентального конгресса. Будучи недоволен слабостью американского правительства в годы Конфедерации, он помог организовать Филадельфийский конвент, на котором была разработана новая конституция. Основой новой конституции стал проект Мэдисона, известный как «Вирджинский план», а сам Мэдисон был самым влиятельным политиком на конвенте. Он также стал одним из лидеров движения за ратификацию Конституции, и вместе с Гамильтоном и Джоном Джеем издавал «Записки федералиста», серию статей в поддержку Конституции.
В Эру федералистов Мэдисон стал влиятельным политиком в Палате представителей и советником президента Джорджа Вашингтона. В начале 1790-х он стал противником экономической программы Гамильтона, и организовал Демократическо-республиканскую партию, которая стала оппозицией Гамильтону и его партии Федералистов. Когда его однопартиец Джефферсон был избран президентом, Мэдисон стал госсекретарём и оставался на этой должности с 1801 по 1809 год. Под его наблюдением проходила покупка Луизианы, что вдвое увеличили территорию США.
Мэдисон победил на президентских выборах 1808 года и стал 4-м президентом США. При нём серия дипломатических конфликтов привела к вступлению США в войну с Англией. Война прошла вничью, хотя многие американцы восприняли её как успешную. Уже в ходе войны, на выборах 1812 года, Мэдисон переизбрался на второй срок. Война убедила его, что стране нужно более сильное центральное правительство, поэтому он добился учреждения Второго банка США и ввёл протекционистский Тариф 1816 года. За время его президентства были заключены несколько договоров с индейцами, по которым индейцы уступили около 23 миллионов акров земли.
В 1817 году Мэдисон ушёл из политики, вернулся на плантацию Монпелье и умер там в 1836 году. Подобно Джефферсону и Вашингтону, он всегда был крупным рабовладельцем, несмотря на республиканское мировоззрение. Из-за постоянных долгов он так и не освободил своих рабов. В истории Мэдисон считается одним из основных отцов-основателей США и одним из самых популярных президентов, хотя его и критикуют иногда за неудачи в руководстве войной.

## Ранние годы
Джеймс Мэдисон младший родился 16 марта 1751 года (5 марта по старому стилю) на плантации Белл-Гроув, доме своей бабушки по матери, который находился на левом берегу реки Раппаханок в округе Кинг-Джордж. Его родители жили в округе Ориндж, но в те дни его мать была в гостях в доме своих родителей на Северном перешейке, где родились многие известные американцы: Вашингтоны, Ли, Мэйсоны и Монро. Родители Мэдисона, Джеймс Мэдисон-старший (1723—1801) и Нелли Конуэй (1731—1829), происходили из семей крупных землевладельцев, живущих в Виргинии с середины 1600-х годов. Некий Джон Мэдисон впервые получил участок земли в 1653 году. Его сыном был Джон Младший, а внуком Эмброз, дед Джеймса Младшего. В документах 1623 году упоминается также капитан Исаак Мэдисон, из чего следует что Мэдисоны были одними из первых иммигрантов в Вирджинии.
Будучи состоятельными колонистами, предки Мэдисона поселились в Пидмонте, западных предгорьях Голубых гор, где плодородная земля прекрасно подходила для возделывания табака. Эмброз Мэдисон начал расчистку земли под плантацию около 1725 года, а в 1732 году переселился туда со своей женой Фрэнсис Тейлор и дал усадьбе название Монт-Плезант. Эмброз умер в августе того же года, предположительно будучи отравлен собственными рабами. В 1764 году была построена кирпичная усадьба, которую назвали плантацию «Монпелье».
Родители Мэдисона поженились в 1743 году, и у них было 12 детей, хотя не все из них дожили до сознательного возраста. У Мэдисона было три сестры и три брата:
- Фрэнсис (1753—1800) — плантатор
- Эмброз (1755—1793) — капитан ополчения
- Кэтлетт (1758)
- Нелли Мэдисон Хайт (1760—1802)
- Уильям[англ.] (1762—1843) — военный и юрист
- Сара Кэтлетт Мэдисон Мэйкон (1764—1843)
- ребёнок без имени (1766)
- Элизабет (1768—1775)
- ребёнок без имени (1770)
- Ройбен (1771—1775)
- Фрэнсис Мэдисон Роуз (1774—1823)

### Обучение

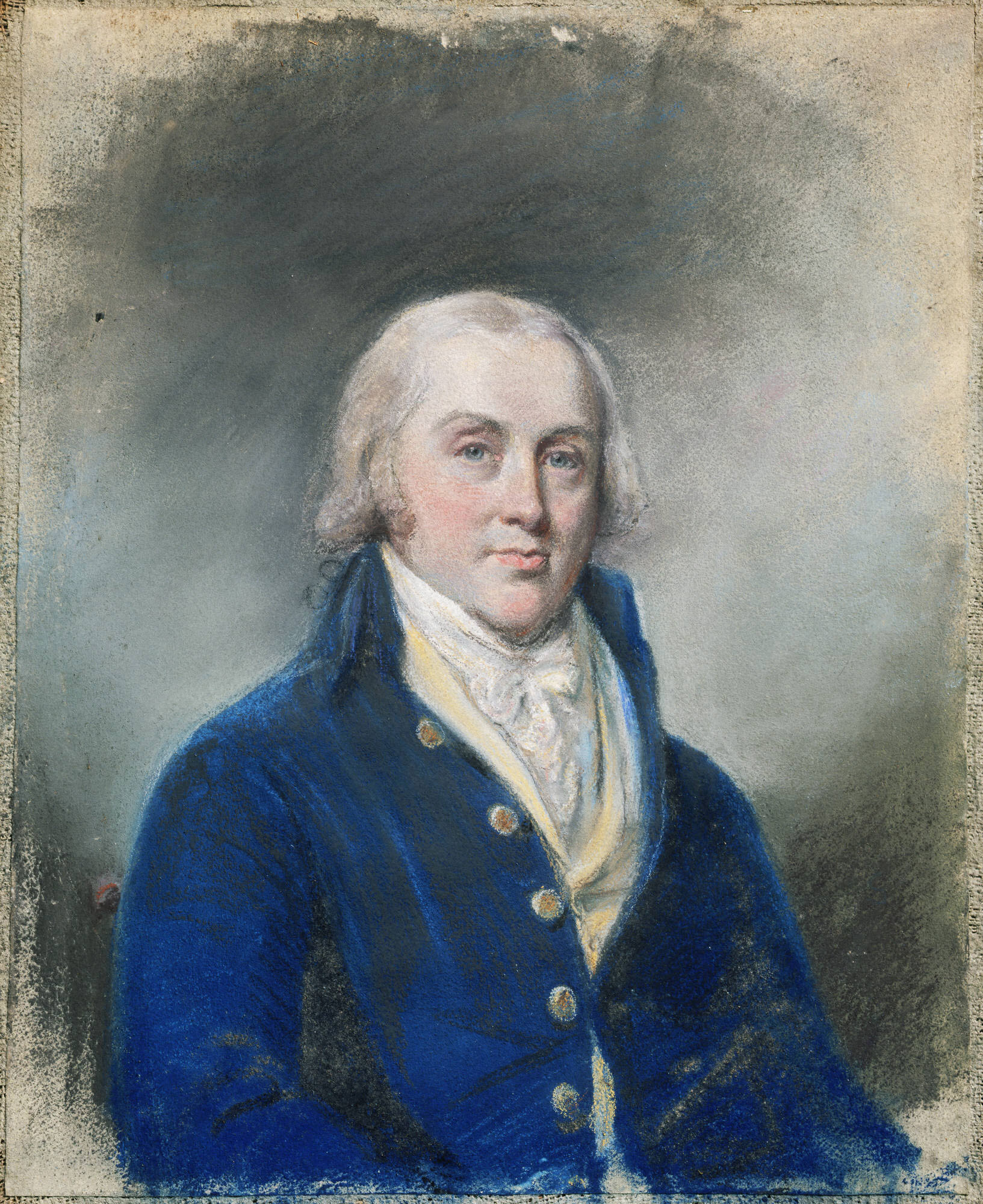
Мэдисон в образе студента Принстона, картина 1811 года.

С 11 до 16 лет Мэдисон учился у Дональда Робертсона, шотландского преподавателя, который был наставником у нескольких известных семей на Юге. Мэдисон изучал математику, географию, французский и испанский языки и классические языки. Он хорошо овладел латынью, но на французском говорил с сильным акцентом, за что часто извинялся. В 16 лет Мэдисон вернулся домой, где брал уроки у преподобного Томаса Мартина (брата Александра Мартина), чтобы подготовиться к поступлению в колледж. В отличие от большинства вирджинцев того времени, поступивших в колледж, Мэдисон не посещал Колледж Вильгельма и Марии. Возможно, на решение Мэдисона повлияла непопулярность президента уильямсбергского университета, Хоррикса Ходили также слухи, что в Уильямсберге студенты предаются пьянству и карточным играм. Сам Мэдисон позже писал, что его отправили в Принстон потому, что приморский климат Уильямсберга плохо переносили такие как он уроженцы Пидмонта.
Вместо этого в 1769 году он поступил на бакалавриат в Принстон (тогда он официально назывался Колледж Нью-Джерси), президент которого, Джон Уизерспун, уделял большое внимание ознакомлению с идеями шотландского Просвещения. Во время своего пребывания в Принстоне ближайшим другом Мэдисона был будущий генеральный прокурор Уильям Брэдфорд. В 1771 году (когда ему было 20 лет), он получил степень бакалавра искусств. Мэдисон собирался либо стать священником, либо заниматься юридической практикой после окончания учёбы, но вместо этого остался в Принстоне, чтобы изучать иврит и политическую философию под руководством президента колледжа Джона Уизерспуна.
В 21 год (в начале 1772 года) Джеймс возвратился в родительский дом и некоторое время занимался образованием своих младших братьев. В это время антибританские протесты конца 1760-х годов уже улеглись, и Мэдисону выпало несколько спокойных лет жизни. Он занимался самообразованием и переписывался с друзьями по университету.
Ещё в годы обучения в Принстоне у Мэдисона случались припадки, напоминающие лёгкую форму эпилепсии. Мэдисон стал изучать медицинскую литературу, пытаясь понять природу этого явления, но в те годы не смог найти ответа на этот вопрос. Когда он вернулся в Пидмонт, его здоровье немного улучшилось. Мэдисон решил, что во избежание припадков он должен лучше контролировать свои эмоции и вести более праведный образ жизни. Вместе с тем уже в те годы он перестал симпатизировать англиканской церкви, хотя и не выражал это публично.

## В годы американской революции
В 1773 году британское правительство дало Ост-Индской компании право беспошлинной торговли чаем в колониях, что вызвало протесты в Филадельфии и Бостоне. Филадельфийцы заставили корабль с грузом чая вернуться в Англию, а бостонцы выбросили груз чая в море; это событие стало известно как Бостонское чаепитие. Мэдисон написал Брэдфорду (который был причастен к событиям в Филадельфии), что тактика филадельфийцев ему кажется более разумной. А так как его брата Уильяма родители отправили учиться в Филадельфию, то Мэдисон тоже решил посетить этот город. Во время этого путешествия он узнал, что британские власти закрыли бостонский порт и ввели жёсткие меры против Массачусетса, а губернатор Вирджинии 1 июня 1774 года распустил Палату бюргеров. В сентябре представители колоний собрались в Филадельфии на Первый Континентальный конгресс, но Брэдфорд писал Мэдисону, что заседания проходят за закрытыми дверями и со стороны следить за событиями невозможно.
Чтобы ввести в действия решения Конгресса в провинциях начали формироваться окружные комитеты. 22 декабря 1774 года Мэдисон-старший стал председателем комитета округа Ориндж, и Мэдисон-младший тоже оказался в составе этого комитета.
20 апреля 1775 года британцы попытались конфисковать оружие в массачусетском городе Конкорд, что привело к столкновениям, известным как Сражения при Лексингтоне и Конкорде. Аналогичную попытку конфискации пороха в Вирджинии предотвратил Патрик Генри. Ополчение округа Ориндж было готово присоединиться к нему, но конфликт разрешился быстро. Комитет округа составил поздравительное письмо Генри (не исключено, что Мэдисон был его автором), и Мэдисон лично зачитал его Патрику Генри, когда тот оказался в Порт-Рояле по пути на Второй Континентальный конгресс. В июне того года дизентерия, распространившаяся в округе Ориндж, унесла жизни его младших брата и сестры, Элизабет и Ройбена.
Мэдисон лично вступил в ополчение округа и стал участвовать в тренировках, но с ним случился фокальный эпилептический припадок, что не позволило ему продолжить службу.

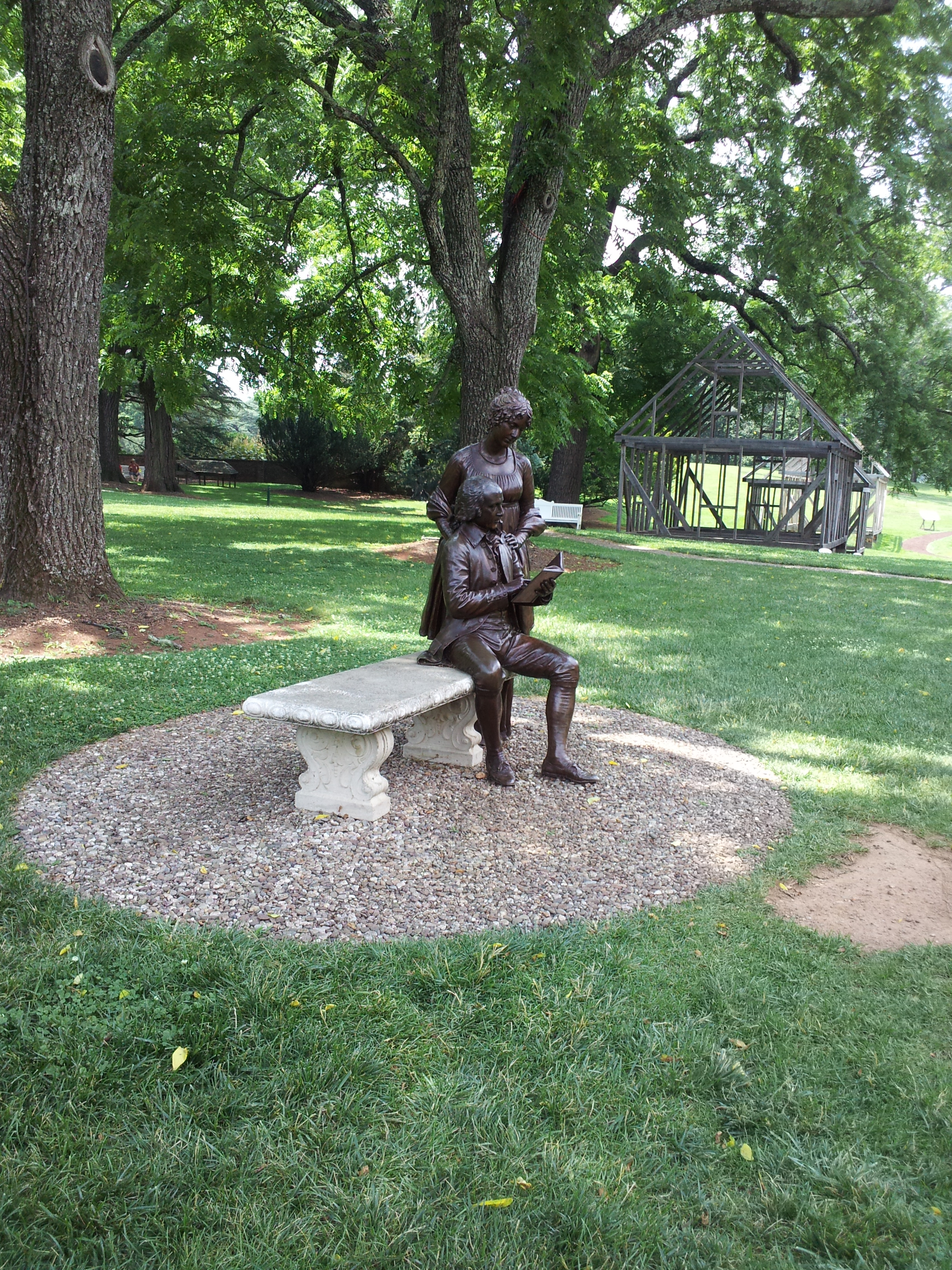
Статуя Джеймса и Долли Мэдисон в городе Ориндже

6 мая 1776 года в Уильямсберге собрался Пятый Виргинский конвент, на который Мэдисон был избран депутатом от округа Ориндж вместе с дядей Уильямом Муром. Вероятно, повлияло то, что его отец был крупным землевладельцем округа и председателем Комитета спасения. Мэдисон и Мур прибыли уже после открытия Конвента, когда уже был выбран председатель, Эдмунд Пендлтон, дальний родственник Мэдисона. На конвенте выступал Патрик Генри, который поразил Мэдисона своим красноречием и умением овладеть вниманием аудитории. 15 мая под влиянием Генри Конвент принял резолюцию о независимости Вирджинии. На капитолии колонии был спущен британский флаг. 12 июня Конвент принял Декларацию прав, а затем и Конституцию Вирджинии (29 июня). Мэдисон не принимал активного участия в её разработке. Он проголосовал за конституцию, но впоследствии согласился с мнением Джефферсона, что конвент не имеет достаточно полномочий для её принятия. В те же дни конвент избрал Патрика Генри первым губернатором штата Вирджиния.
4 июля в Филадельфии была принята декларация независимости США, а вскоре британская армия высадилась на Лонг-Айленде, разбила армию Вашингтона и захватила Нью-Йорк. В октября Мэдисон явился на новую сессию конвента, где решался вопрос государственной поддержки англиканской церкви. Ещё летом Мэдисон добился принятия поправки, лишающей англиканство официального статуса, и теперь в конвент стали приходить петиции с требованием принять соответствующие законы. В те дни Томас Джефферсон покинул место депутата Континентального конгресса и присоединился к работе конвента. Это была первая встреча Мэдисона и Джефферсона, которая постепенно переросла в тесную дружбу. Вскоре Мэдисона ожидала крупная политическая неудача: в Вирджинии традиционно полагалось в день выборов угощать избирателей едой и напитками, но Мэдисон решил, что этот обычай не соответствует духу времени. Этим воспользовался его конкурент Чарльз Портер, который победил на выборах и занял в Ассамблее место Мэдисона. Но Мэдисона помнили, и 15 ноября 1777 года он стал членом Государственного совета при губернаторе.
Впоследствии Джефферсон утверждал, что Мэдисон выполнял всю бумажную работу за губернатора Генри, так что его вполне можно назвать губернаторским секретарём. Возможно, это было преувеличением, но Мэдисон действительно тратил много времени на работу с документами, в то время как Генри, как поговаривали, не очень любил читать или писать. Одной из первых проблем, с которой столкнулась администрация штата, стала проблема снабжения Континентальной армии, которая зимой 1777—1778 года стояла в лагере Велли-Фордж. Губернаторский совет лично направлял агентов на сбор коров и свиней для армии Вашингтона. Одновременно Вирджиния, в основном по инициативе Мэдисона и Джефферсона, попыталась вступить в переговоры с Францией, чтобы занять денег, но эти переговоры провалились, что, вероятно, убедило Мэдисона в том, что штаты не должны заниматься международной политикой.
В декабре 1779 года Мэдисон был избран делегатом на Конгресс, и сразу же покинул Уильямсберг, но необычайно холодная и снежная зима задержала его в округе Ориндж, поэтому только в марте 1780 года, когда потеплело, он добрался до Филадельфии. Ему было 29 лет и он был самым юным делегатом Конгресса. Положение Конгресса в тот момент было отчаянным: казна была пуста, армию было нечем кормить, печатание денег было остановлено из-за роста инфляции, из-за чего Конгресс оказался в полной зависимости от штатов. Мэдисон попал в Адмиралтейский комитет, который занимался снабжением флота, которого почти не существовало, а в эти самые дни британский флот уже подошёл к Чарльстону. 12 мая Чарлстон пал, а 16 августа генерал Гейтс был разбит при Кэмдене. Мэдисон наблюдал нерешительность и растерянность Конгресса, конфликты между делегатами и между отдельными штатами, и приходил к мысли о необходимости сильного централизованного правительства. Из тревоги и отчаяния, пережитых им в Филадельфии, родились идеи сильной федеральной власти, которые он будет отстаивать в 1787 году.
Мэдисон стал президентом комитета по международным делам, и на этом посту помогал Франклину вести переговоры с французским двором, инструктировал Джона Джея по вопросам переговоров с Испанией, и добивался признания права Америки на навигацию по реке Миссисипи. Несмотря на молодость, Мэдисону необычайно быстро удалось добиться уважения и влияния. Он успел обрести опыт и в законодательной, и в исполнительной, и в судебной сферах. Именно в Конгрессе Мэдисон впервые стал восприниматься национальным лидером. Уже в 1780 году предлагалось отправить его в Париж на помощь Франклину или же назначить его главой отдела иностранных дел. Мэдисон прослужил в Конгрессе 4 года, весьма долго для того времени, а покинул его только после подписания Парижского мира в 1783 году.
В последний год службы в Конгрессе Мэдисон близко сошёлся с Кэтрин Флойд, дочерью конгрессмена Уильяма Флойда, и уже был готов на ней жениться, но по неизвестной причине летом 1783 года она порвала с ним и вскоре вышла замуж за медика Уильяма Кларксона.

### В палате депутатов Вирджинии
В 1784, 1785 и 1786 годах Мэдисон был делегатом палаты депутатов штата от округа Ориндж. На первой же сессии делегаты предложили ему составить план по расширению полномочий федеральной власти, чтобы потом Патрик Генри представил его Конгрессу. Уже была получена петиция от округа Огаста с просьбой пересмотреть Конституцию, и Мэдисон сам высказался за пересмотр, ссылаясь на то, что в настоящее время полномочия легислатуры неопределённы и ничем не ограничены. Однако, Патрик Генри был против пересмотра и под его влиянием Ассамблея отклонила это предложение.
Избиратели его округа вновь послали его в 1783—1786 годах в палату депутатов Виргинии, где в 1786 году, несмотря на ожесточённое сопротивление представителей популистских настроений, он добился закона о свободе вероисповедания и отделении церкви от государства, что являлось основой американского Просвещения. 26 декабря 1785 года этот закон был успешно принят.

### Делегат Виргинии
Как делегат Виргинии на торговой конференции в Аннаполисе в 1786 году, Мэдисон, вместе с другими сторонниками реформы конституции, содействовал созыву конституционного конвента в Филадельфии и был направлен туда как делегат от Виргинии. В неопубликованной рукописи «Пороки политической системы Соединённых Штатов» Мэдисон анализировал в 1787 году, ещё до созыва конвента, причины несостоятельности Статей конфедераций и одновременно указывал на шансы, предоставляемые принципом представительства государству с большой территорией и различными по интересам группировками — представление, возможно, сформированное чтением Дэвида Юма. На Конституционном конвенте (1787 год) Мэдисон предложил «Виргинский проект» (или «проект больших штатов»), который послужил основой для Конституции США. В нём он подготовил перечень предложений, касавшихся новой системы управления. Он настаивал на создании сильного национального правительства и предлагал предоставить конгрессу права вето в отношении законов принимаемых штатами.

### Конституция США
Мэдисон был явным защитником новой Конституции США, к тому же он являлся автором 29 из 85 «Записок Федералиста», также он предложил шесть из первых десяти поправок к Конституции США. Фактически он разработал основные конституционные принципы, за что снискал славу «отца американской конституции». Немало усилий Мэдисон приложил для того, чтобы добиться ратификации конституции в штатах. С этой целью он сотрудничал с Александром Гамильтоном и Джоном Джеем в написании так называемых «Записок Федералиста» — серии статей в защиту конституции, республиканского образа правления, идеи сильного федерального правительства. «Записки Федералиста» публиковались в газетах в 1787—1788 годах. Будучи членом палаты представителей США (1789—1797), Мэдисон стал одним из авторов Билля о правах.

### Партии
Защищал сильное федеральное правительство вместе с Джеем и Гамильтоном, однако затем перешёл на сторону противоположной, республиканской партии, был государственным секретарём США при Джефферсоне, и от республиканской партии избирался президентом в 1808 и 1812 годах.
В 1792 году Мэдисон становится лидером группы, формирующей Демократическую — Республиканскую партию. На выборах 1796 года он поддерживал кандидатуру Томаса Джефферсона. Джефферсон предлагал Мэдисону баллотироваться на пост президента от Демократической — Республиканской партии, но Мэдисон отклонил это предложение и поддержал на выборах кандидатуру Джефферсона. После победы Джефферсона, его назначили государственным секретарём.
Мэдисон разошёлся с Александром Гамильтоном во взглядах на необходимость создания национального банка, в частности Мэдисон отрицал правомочность создания Конгрессом такого банка. В знак протеста против принятия в 1798 году реакционных законов об иностранцах и антиправительственной агитации Мэдисон вместе с Томасом Джефферсоном стал автором и инициировал принятие Виргинско-Кентуккской резолюции.

## Государственный секретарь
Несмотря на отсутствие опыта внешней политики, Мэдисон был назначен госсекретарем Джефферсона. Наряду с министром финансов Альбертом Галлатином Мэдисон стал одним из двух наиболее влиятельных лиц в кабинете Джефферсона. Поскольку переход Наполеона к монархической форме правления во Франции притупил энтузиазм демократов и республиканцев в отношении французского дела, Мэдисон стремился занять нейтральную позицию в продолжающихся коалиционных войнах между Францией и Великобританией. Внутри страны администрация Джефферсона и демократически-республиканский Конгресс отказались от многих федералистских решений; Конгресс быстро отменил Закон об иностранцах и подстрекательстве к мятежу, отменил внутренние налоги и сократил численность армии и флота. Однако Галлатин убедил Джефферсона сохранить Первый банк Соединённых Штатов. Хотя федералисты быстро исчезали на национальном уровне, председатель Верховного суда Джон Маршалл гарантировал, что идеология федералистов сохранит важное присутствие в судебной системе. В деле Мэрбэри против Мэдисона Маршалл одновременно постановил, что Мэдисон несправедливо отказался предоставить федеральные поручения лицам, которые были назначены на федеральные должности президентом Адамсом, но ещё не вступили в должность, но что Верховный суд не имел юрисдикции по этому делу. Что наиболее важно, мнение Маршалла установило принцип судебного контроля.

### Луизианская покупка

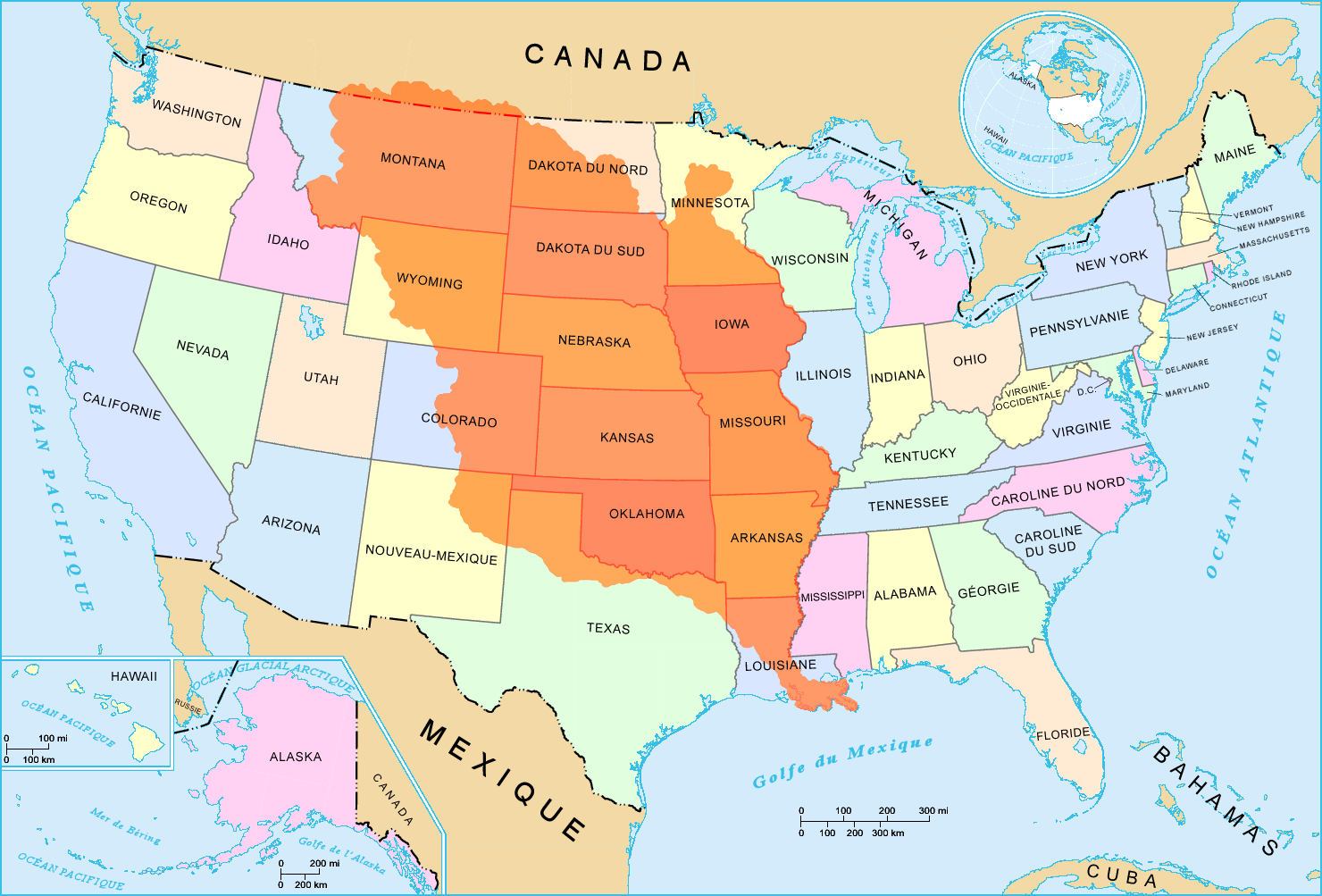
Расположение Луизианы на современной карте США

К тому времени, когда Джефферсон вступил в должность, американцы поселились на западе вплоть до реки Миссисипи, хотя обширные участки американской земли оставались незанятыми или населенными только коренными американцами. Джефферсон считал, что западная экспансия сыграла важную роль в продвижении его видения республики фермеров-йоменов, и он надеялся приобрести испанскую территорию Луизианы, расположенную к западу от реки Миссисипи. В начале президентства Джефферсона администрация узнала, что Испания планировала вернуть территорию Испанской Луизианы Франции, что вызвало опасения по поводу вторжения Франции на территорию США. В 1802 году Джефферсон и Мэдисон отправили Монро во Францию для переговоров о покупке Нового Орлеана, который контролировал доступ к реке Миссисипи и, таким образом, имел огромное значение для фермеров на американской границе. Вместо того, чтобы продать только Новый Орлеан, правительство Наполеона, уже отказавшись от планов по созданию новой Французской империи в Америке, предложило продать всю территорию Французской Луизианы. Несмотря на отсутствие явного разрешения Джефферсона, Монро вместе с послом Ливингстоном провёл переговоры о покупке Луизианы, в ходе которой Франция продала более 2 100 000 квадратных километров земли в обмен на 15 миллионов долларов (271 миллион долларов с поправкой на инфляцию в 2021 году).
Несмотря на срочный характер переговоров с французами, Джефферсон был обеспокоен конституционностью покупки Луизианы и в частном порядке выступал за внесение поправки в конституцию, прямо разрешающей Конгрессу приобретать новые территории. Мэдисон убедил Джефферсона воздержаться от предложения поправки, и администрация в конечном итоге представила покупку Луизианы без сопутствующей поправки к конституции. В отличие от Джефферсона, Мэдисон не был серьёзно обеспокоен конституционностью покупки Луизианы. Он считал, что обстоятельства не требуют строгого толкования Конституции, поскольку расширение отвечает интересам страны. Сенат быстро ратифицировал договор, предусматривающий покупку, и Палата представителей с таким же рвением приняла уполномочивающий закон. Администрация Джефферсона утверждала, что покупка включала испанскую территорию Западной Флориды, но Франция и Испания считали, что Западная Флорида не была включена в покупку. Монро попытался купить у Испании право собственности на Западную Флориду и Восточную Флориду, но испанцы, возмущённые претензиями Джефферсона на Западную Флориду, отказались вести переговоры.

### Тариф 1807 года
В начале своего пребывания в должности Джефферсон смог поддерживать тёплые отношения как с Францией, так и с Великобританией, но отношения с Великобританией ухудшились после 1805 года. Британцы прекратили свою политику терпимости по отношению к американскому судоходству и начали конфисковывать американские товары, направлявшиеся во французские порты. Они также принудительно вербовали американских моряков, некоторые из которых изначально дезертировали из британского флота, а некоторые никогда не были британскими подданными. В ответ на нападения Конгресс принял Закон о запрете импорта (англ. Non-importation Act) от 18 апреля 1806 года, который ограничил многие, но не все британские импортные товары. Напряжённость в отношениях с Великобританией усилилась из-за дела «Чесапика» и «Леопарда», боевого столкновения, произошедшего 22 июня 1807 года у побережья Норфолка, штат Виргиния, между американским фрегатом и британским линкором 4-го ранга. В этот период французы также начали атаковать американские суда. Мэдисон считал, что экономическое давление может вынудить британцев прекратить нападения на американское судоходство, и он и Джефферсон убедили Конгресс принять Закон об эмбарго 1807 года (англ. Embargo Act), который запрещал любой экспорт в другие страны. Эмбарго оказалось неэффективным, непопулярным и трудным для соблюдения, особенно в Новой Англии. 7 марта 1809 года Конгресс заменил эмбарго Законом о запрете сношений (англ. Non-Intercourse Act), который разрешил торговлю с другими странами, кроме Великобритании и Франции.

## Президентские выборы 1808 года

Выборы 1808 года

24 января 1808 года республиканская партия почти единогласно выдвинула Мэдисона кандидатом в президенты, а Джорджа Клинтона в вице-президенты. Сторонники Джона Рэндольфа бойкотировали выборы. Сторонники Клинтона продвинули и его кандидатуру в кандидаты, что было нарушением партийной дисциплины, но Мэдисон не стал возражать, чем установил прецедент на будущее. Вирджинские республиканцы выдвинули кандидатом Джеймса Монро. Клинтон и Монро были слабыми соперниками, но федералисты выдвинули в кандидаты Чарльза Пинкни. Мэдисону помогла тактическая ошибка его противников: в феврале Тимоти Пикеринг потребовал от Джефферсона предъявить дипломатическую переписку Мэдисона, но она выявила только то, что Мэдисон действительно отстаивал интересы своей страны в переговорах с Англией и Францией.
Разговоры о том, что Мэдисон будет преемником действующего президента начались в начале первого срока Джефферсона. После краха федералистов как национальной партии после 1800 года основная оппозиция кандидатуре Мэдисона исходила от других членов Демократическо-республиканской партии. Мэдисон стал объектом нападок со стороны Рэндолфа, который привлёк на свою сторону Джеймса Монро. Тот чувствовал себя преданным из-за того, что администрация отклонила предложенный им в 1806 году договора Монро-Пинкни с Великобританией. Тем временем многие северяне надеялись, что вице-президент Клинтон сможет сместить Мэдисона с поста преемника Джефферсона.

## Президентство

### Обстановка в Белом доме
В доме президента начались новые, оживлённые приёмы гостей, которые его статная, весёлая жена Долли Пейн, любила организовывать. Она занималась завершением и отделкой президентского дома и разбивкой сада, устраивала званые вечера по средам, заказывала свои аксессуары в Париже и настояла на четвёрке лошадей для поездок в гости в своей новой роли. Она умела соединять европейский вкус с республиканской уверенностью в себе. Долли Мэдисон считалась первой First Lady в истории американского президентства, хотя понятие стало обычным гораздо позже.
Несмотря на то, что брак был бездетным, в доме президента редко жили менее двадцати родственников, среди них и дети от первого брака со своими семьями, и друзей. После смерти мужа она в 1840 году позаботилась об опубликовании его исторически невосполнимых записей дебатов конституционного конвента 1787 года.
Многочисленные посетители описывали 58-летнего президента маленьким и слабым, с залысинами на лбу и голосом, совершенно не подходившим для публичных речей. Дипломаты после бесед с ним отмечали недостаток шарма, но и необычайную интеллектуальную остроту. Его личность заставила уже современников поверить в то, что он стремился на должность президента не из жажды власти, а из чувства долга, в связи с тем, что как ведущий член палаты представителей понял в борьбе против министра финансов Гамильтона, насколько сильны могут быть исходящие от президента импульсы, даже для законодательства.

### Формирование кабинета
При формировании кабинета Мэдисон слишком принял в расчёт внутрипартийных критиков в сенате и региональную пропорцию, так что приобрёл только посредственных членов кабинета, за исключением оставшегося в министерстве финансов Галлатина. В государственном департаменте несостоятельным оказался Роберт Смит из Мэриленда, занимающийся навязанной ему, нелояльной и самовольной дипломатией в пользу Англии, так что президент стал ещё и государственным секретарем, пока, наконец, в 1811 году не привлёк к должности Джеймса Монро, губернатора Виргинии.

### Внешняя политика
Мэдисон показал себя как президента, готового к экспансии, когда в октябре 1810 года объявил об аннексии принадлежавшей до этого Испании западной Флориды, после того, как американские повстанцы захватили испанский форт Батон-Руж и без лишних церемоний провозгласили республику Западная Флорида. В январе 1811 года он также односторонне осуществил американское притязание на восточную Флориду.
Великобритания, напротив, оказалась противником, раздражающим и трудно поддающимся влиянию, так что в конце концов в октябре 1811 года Мэдисон решился на войну как на последнее средство политики. Закон несношения от 1807 года, задуманный как средство нажима в руках президента против британской и французской блокады судоходства, оказался плохим оружием. Министр финансов Галлатин советовал начать подготовку к войне. Конгресс был расколот. Мэдисон отказался от активного формирования мнения в законодательных органах и от активной программы вооружения.

### Война с Англией в 1812
Полагая, что Великобритания стремится задушить американскую торговлю, Джеймс Мэдисон в 1810 году запретил британским судам заходить в американские порты. Когда французское правительство отменило свои ограничительные распоряжения, Мэдисон дал разрешение на торговлю с Францией, но оставил в силе запрет по отношению к Англии. Это стало причиной войны с Англией в 1812, войны, нанёсшей большой урон экономике США.
23 мая 1812 года Мэдисон получил сообщение британского министра иностранных дел Каслри от 10 апреля, что британское правительство не будет односторонне отменять блокаду европейских портов. Так как Наполеон также продолжал блокаду британских портов, то Соединённые Штаты могли бы только теоретически объявить войну обеим европейским державам. От морской державы Англии исходила, однако, более обширная угроза. 1 июня Мэдисон предъявил Конгрессу обоснование объявления войны: Великобритания ведёт себя враждебно по отношению к США как к «независимой и нейтральной нации». Конфискация торговых судов, похищение «тысяч» американских матросов и подстрекательство индейских племён является преступлением. Голосование, проходившее с однозначным большинством в пользу объявления войны в палате представителей (79:49) и в сенате (19:13), не обошлось без ожесточённых дебатов. На выборы Конгресса 1811 года с Юга и Запада в Вашингтон был направлен ряд настроенных на войну депутатов — «война соколов». Комиссия по иностранным делам сената обосновала своё одобрение пленуму патриотическим призывом, гласившим, что американцы должны теперь вновь защищать унаследованную свободу от Англии. Конгресс заседал за закрытыми дверьми, без посетителей, без прессы. Противники объявления войны предостерегали, что трудно будет воевать «без денег, без солдат, без военно-морского флота… и без мужества поднять военные налоги». 19 июня Мэдисон объявил состояние войны с Великобританией.
Когда вскоре неожиданно поступило известие о решении британского правительства отменить блокаду, Мэдисон предложил начать переговоры о перемирии. Он потребовал прекратить принуждение матросов, освободить похищенных американцев, возместить ущерб за захваченные американские суда и отменить блокаду европейских портов для нейтральных торговых судов. 29 августа 1812 года британское правительство отклонило эти условия, и война пошла своим чередом.
Роспуск банка Соединённых Штатов оказался невыгодным. Очередное в 1811 году продление законной основы банка было отклонено Конгрессом вопреки предложению министра финансов Галлатина и несколько ненастойчиво выраженному желанию президента. Только опыт войны побудил Мэдисона добиться в 1816 году возобновления банковской концессии. Военный министр и министр иностранных дел оказались некомпетентными. Военному министру Джону Армстронгу Мэдисон дал распоряжение после ряда его самовольных действий получать согласие президента для «общих приказов» в армии и обсуждать с губернаторами применение милиции, процессы военного трибунала, назначение и увольнение офицеров, создание военных округов и договоры с индейскими племенами. Таким образом, он был первым президентом, который вёл объявленную войну и определил значительную часть компетенций главнокомандующего, выходящих за рамки стратегических решений. Но в силу характера даже это его не удовлетворяло.
Широким фронтом шёл отказ от войны в Новой Англии и центральных штатах. Это проявилось в голосовании выборной коллегии 2 декабря 1812 года по переизбранию Мэдисона. Он, правда, получил 128 голосов против 89, отданных кандидату от федералистов, но ни одного голоса из Новой Англии и средних штатов севернее Потомака (за исключением Вермонта и Пенсильвании).
Военные конфликты шли на трёх фронтах: на северной границе с Канадой, на побережье Атлантического океана и в Мексиканском заливе, особенно в устье Миссисипи. Захват Квебека и Онтарио летом 1812 года должен был связать британские войска и принести вещественный залог для переговоров, не присоединяя Канаду к США. «Мэдисон не хотел британской территории, — обобщил историк Роберт Рутленд военные цели Мэдисона, — никаких репатриаций, никакой капитуляции Англии… Он хотел от британского руководства признания, что Соединённые Штаты не зависимый дальний родственник, а суверенная держава».
В апреле 1814 года Наполеон отрёкся от престола. Мэдисон, не без основания, опасался перевода освободившихся британских частей в Северную Америку. 6 июня 1814 года Галлатин, бывший тогда парламентёром, сообщил ему из Гента о своём впечатлении, что британское правительство хочет наказать американцев за нападение на Англию и, возможно, потребует вернуть Луизиану Испании. Обеспокоенный Мэдисон и его кабинет решили 27 июня 1814 года отказаться от явного осуждения принуждения матросов в мирном договоре и принять состояние до войны за основу для переговоров. Но военные действия продолжались на всех фронтах и в августе 1814 года британские войска напали на столицу Вашингтон, не встречая сопротивления, и дотла сожгли резиденцию поспешно бежавшего президента, Капитолий и все министерства. Перед самым приходом британцев Долли Мэдисон удалось вынести из Белого дома документы и ценности, в том числе и известный портрет Джорджа Вашингтона.
Лучше защищались портовые города Балтимор и Новый Орлеан. Под Новым Орлеаном генерал Эндрю Джексон, приобретший опыт в войнах с индейцами, нанёс 8 января 1815 года сокрушительное поражение более чем 5 000 британских войск. Это была крупнейшая победа американцев на суше. Взрыв национального восторга явился незначительным для окончания войны, так как парламентёры уже 24 декабря 1814 года подписали во фламандском городе Генте мирный договор. Президент прибыл в Вашингтон 14 февраля 1815 года, спустя целую неделю после сообщения об успехе в Новом Орлеане. Он был доволен подтверждением статус-кво, потому что добился хотя бы одной скрытой цели войны: нерешённый ход войны с величайшей морской державой утверждал Соединённые Штаты, по крайней мере, как дееспособную нацию и серьёзно воспринимаемый общественный строй на американском континенте.

### Последние годы
В течение последних двух лет пребывания Мэдисона в должности сотрудничество между президентом и Конгрессом протекало без проблем. Мэдисон выступил за покровительственные пошлины в пользу отечественных мануфактур. Но оставался верен строгой интерпретации конституции. В последний день пребывания в должности отклонил ещё один проект закона, который предоставлял 1,5 миллиона долларов на строительство дорог и каналов. Джефферсон мог вообще отказаться от применения вето, и политическая теория Мэдисона позволяла ожидать согласия с однозначной волей большинства в палате представителей и в сенате в этом вопросе. Но Мэдисон чувствовал себя обязанным соблюдать предписания конституции в духе деятелей 1787 года. Отец конституции использовал поэтому возможность для последнего наставления. В обосновании вето он писал, что перечисленные в конституции права Конгресса и в определённых ситуациях оправданная оговорка об их расширении не допускают этих федеральных расходов. Также и ссылка на содействие «всеобщему благу» в преамбуле конституции не подтверждает этих расходов, ею не следует злоупотреблять, чтобы не сделать всемогущими законодателей федерации. Но упорядоченному изменению конституции, сказал он между строк, естественно, ничто не может помешать.
Мэдисону удалось ещё провести на свою должность желанного преемника Джеймса Монро. Когда он, освобождённый от бремени должности, плыл 6 апреля 1817 года вместе со своей женой и домашним хозяйством на пароходе вниз по Потомаку к месту, где провёл свою старость, то был, по словам одного из спутников, «счастлив, как школьник, едущий на каникулы». Но и в отставке он принимал живое участие в конституционных вопросах. Он отклонил компромисс Миссури от 1820 года, потому что (правильно) опасался, что запрет рабовладения севернее нового штата Миссури позволит штатам, свободным от рабства, добиться долгосрочного перевеса в Конгрессе. С другой стороны, он не принял требования Южной Каролины односторонне оценивать конституционность какого-либо федерального закона. Сохранение союза осталось его политической путеводной нитью.
Уйдя в отставку, Мэдисон удалился на покой в имение Монтпилиер, где жил уединённо с женой Долли (1768—1849) и написал множество статей и писем на политические темы. Вместе с Джефферсоном он участвовал в создании Виргинского университета, был его президентом (1826—1836).

### Вопрос о рабстве
В вопросе, касающемся рабов, у него и в личной жизни не было чёткой позиции. Он, однако, согласился, чтобы его выбрали председателем основанного в 1817 году Американского колонизационного общества, которое уже возвращало свободно отпущенных в Африку (к этому были готовы лишь немногие афроамериканцы). Мэдисон желал республики, свободной от рабства, но идущие на убыль доходы его в конце концов обанкротившейся плантации табака препятствовали даже в том, чтобы он мог написать в своём завещании больше того, что рабы с его плантаций должны продаваться только с их собственного согласия и согласия его жены Долли.

## Память
В честь четвёртого президента США назван город Мадисон (Висконсин), авеню на Манхэттене в Нью-Йорке, центральная улица в Чикаго. Портретом Мэдисона украшалась купюра в 5000 долларов, которой в настоящее время нет в обиходе.

### Документы
- Madison, James. Letters and other writings of James Madison Vol I (англ.). — Philadelphia: J. B. Lippincott&Co, 1865. — 730 p.
- Madison, James. Letters and other writings of James Madison Vol II (англ.). — Philadelphia: J. B. Lippincott&Co, 1865. — 671 p.
- Madison, James. Letters and other writings of James Madison Vol III (англ.). — Philadelphia: J. B. Lippincott&Co, 1865. — 744 p.

### Статьи
- Banning, Lance. James Madison and the Nationalists, 1780-1783 (англ.) // The William and Mary Quarterly. — Omohundro Institute of Early American History and Culture, 1983. — Vol. 40, iss. 2. — P. 227—255. — doi:10.2307/1916879.
- Howard, A. E. Dick. James Madison and the Constitution (англ.) // The Wilson Quarterly. — Wilson Quarterly, 1985. — Vol. 9, iss. 3. — P. 80—91.
- Muñoz, Vincent Phillip. James Madison's Principle of Religious Liberty (англ.) // The American Political Science Review. — American Political Science Association, 2003. — Vol. 97, iss. 1. — P. 17—32.
- Riemer, Neal. The Republicanism of James Madison (англ.) // Political Science Quarterly. — The Academy of Political Science, 1954. — Vol. 69, iss. 1. — P. 45—64. — doi:10.2307/2145057.
- Smylie, James H. Madison and Witherspoon: Theological Roots of American Political Thought (англ.) // The Princeton University Library Chronicle. — Princeton University Library, 1961. — Vol. 22, iss. 3. — P. 118—132. — doi:10.2307/26402974.